# Adam Kszczot
Adam Piotr Kszczot (* 2. září 1989, Opoczno, Lodžské vojvodství) je bývalý polský atlet, běžec, trojnásobný mistr Evropy v běhu na 800 metrů v hale i venku.

## Kariéra
V roce 2007 získal bronz na juniorském mistrovství Evropy v nizozemském Hengelu. O rok později doběhl na MS juniorů v Bydhošti ve finále na čtvrtém místě v čase 1:47,91. Na vítěze Abubakera Kakiho ze Súdánu ztratil v cíli více než dvě sekundy.
Čtvrtý skončil také na halovém ME 2009 v italském Turíně. Ve stejném roce se stal v litevském Kaunasu mistrem Evropy do 22 let. Na Mistrovství světa v atletice 2009 v Berlíně skončil v semifinále na celkovém 14. místě a do desetičlenného finále nepostoupil.
V roce 2010 vybojoval bronzovou medaili na halovém MS v katarském Dauhá a na evropském šampionátu v Barceloně.
V letech 2011 a 2013 se stal halovým mistrem Evropy v běhu na 800 metrů, v roce 2014 pak zvítězil na této trati i na evropském šampionátu pod širým nebem. Tento titul obhájil v Amsterdamu v roce 2016.
Třetí titul halového mistra Evropy v běhu na 800 metrů vybojoval v roce 2017.
Na světovém šampionátu v této disciplíně získal dvakrát stříbrnou medaili – v letech 2015 a 2017.
Třetí evropský titul v běhu na 800 metrů vybojoval na šampionátu v roce 2018.
V roce 2022 oznámil konec své sportovní kariéry.